# Friedrich Zimmermann

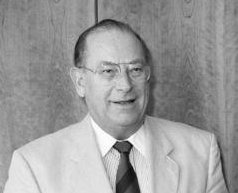
Friedrich Zimmermann (1990)

Friedrich Walter Zimmermann (auch Fritz Zimmermann; * 18. Juli 1925 in München; † 16. September 2012 in Filzmoos, Österreich) war ein deutscher Politiker (CSU). Unter Bundeskanzler Helmut Kohl war er von 1982 bis 1989 Bundesminister des Innern und von 1989 bis 1991 Bundesminister für Verkehr.

## Leben

### Ausbildung und Beruf
Von 1943 bis 1945 nahm Zimmermann am Zweiten Weltkrieg teil. Bei Kriegsende war er Leutnant der Reserve. Nach dem Abitur 1946 absolvierte er ein Studium der Rechtswissenschaft und der Volkswirtschaftslehre in München und wurde 1950 mit einer Dissertation über Die elterliche Gewalt der Frau unter besonderer Berücksichtigung von Art. 3 Abs. II des Grundgesetzes zum Dr. jur. promoviert. Nach dem zweiten juristischen Staatsexamen 1951 war er bis 1954, zunächst als Assessor, später als Regierungsrat, im bayerischen Staatsdienst tätig. 1963 wurde er als Rechtsanwalt zugelassen.

### Parteilaufbahn

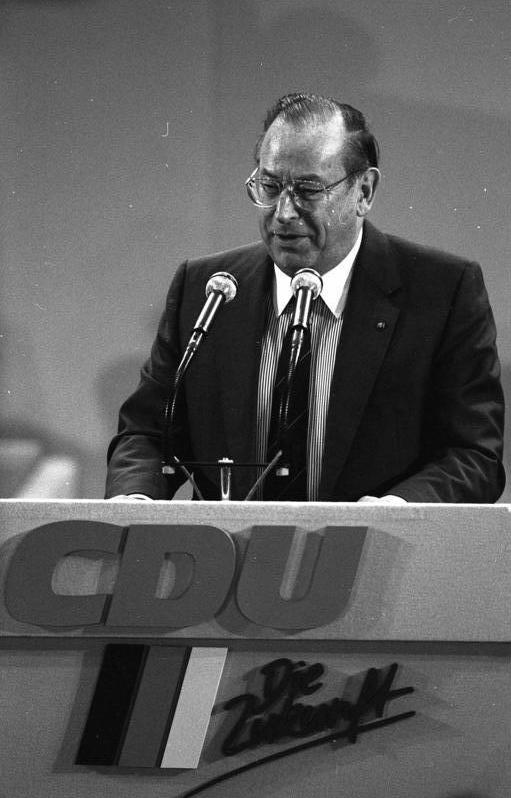
Friedrich Zimmermann (1987)

Zimmermann beantragte am 24. Dezember 1942 die Aufnahme in die NSDAP und wurde zum 20. April 1943 aufgenommen (Mitgliedsnummer 9.532.916). Er war ein langjähriger Weggefährte von Franz Josef Strauß, der ihm Freund und Vorbild war. Im Jahr 1948 wurde er – animiert durch Strauß – Mitglied der CSU. 1955 wurde er deren Hauptgeschäftsführer, von 1956 bis 1963 war er Generalsekretär.
Im Rahmen des mit harten Bandagen geführten Kampfes der CSU gegen die Bayernpartei um die politische Vormachtstellung in Bayern wurde Zimmermann 1960 aufgrund eines Meineids im Zusammenhang mit der bayerischen Spielbankenaffäre verurteilt, schließlich aber 1961 in zweiter Instanz nach einem medizinischen Gutachten freigesprochen, das ihm für den Zeitpunkt des Eides eine verminderte geistige Leistungsfähigkeit aufgrund einer Unterzuckerung bescheinigte. In seiner Gesamtwürdigung hielt das Gericht allerdings ausdrücklich fest: „Es kann keine Rede davon sein, dass die Unschuld des Angeklagten erwiesen wäre.“ Zum Gutachter bemerkte Zimmermann laut Spiegel selbst: „Der ist von meiner Verteidigung benannt worden, den hab’ ich zum erstenmal im Gerichtssaal gesehen.“ Die Affäre brachte ihm den Spitznamen „Old Schwurhand“ ein, der ihn zeitlebens verfolgte. Aufgrund der Affäre wurde er – in Anspielung auf das gleichnamige Volksstück von Ludwig Anzengruber – auch „Der Meineidbauer“ genannt, was Zimmermann gerichtlich untersagen ließ.
Von 1963 bis 1967 war Zimmermann CSU-Landesschatzmeister und von 1979 bis 1989 stellvertretender Vorsitzender der CSU. Von 1961 bis 1982 war er Mitglied im Vorstand der CDU/CSU-Bundestagsfraktion. Von 1965 bis 1972 war er Vorsitzender des Verteidigungsausschusses des Deutschen Bundestages. Nach der Bundestagswahl am 3. Oktober 1976, die Helmut Schmidt (SPD) gewonnen hatte, wurde er im November 1976 zum Vorsitzenden der CSU-Landesgruppe und Ersten Stellvertretenden Vorsitzenden der CDU/CSU-Bundestagsfraktion gewählt. Dieses Amt behielt er bis zum Oktober 1982, als er von Bundeskanzler Helmut Kohl in dessen erstes Kabinett berufen wurde.

### Abgeordnetentätigkeit
Von 1957 bis 1990 war Zimmermann Mitglied des Deutschen Bundestages. Allerdings legte er, nachdem er bei der Wahl zum 6. Bundestag am 28. September 1969 im Bundestagswahlkreis Landshut bereits wiedergewählt worden war, mit Wirkung vom 15. Oktober 1969 sein Mandat im 5. Bundestag nieder, um dadurch seinen Wartestand als Regierungsrat vorübergehend zu beenden. Das ermöglichte es ihm, sich bis zur Konstituierung des 6. Bundestages am 20. Oktober 1969 und erneutem Eintritt in den Wartestand zum Oberregierungsrat befördern zu lassen und dadurch seine beamtenrechtlichen „Wartegeld“- und Pensionsansprüche zu verbessern.
Friedrich Zimmermann wurde stets direkt in den Deutschen Bundestag gewählt. Zuletzt erreichte er bei der Bundestagswahl 1987 im Wahlkreis Landshut 57,4 % der abgegebenen Erststimmen.

### Öffentliche Ämter

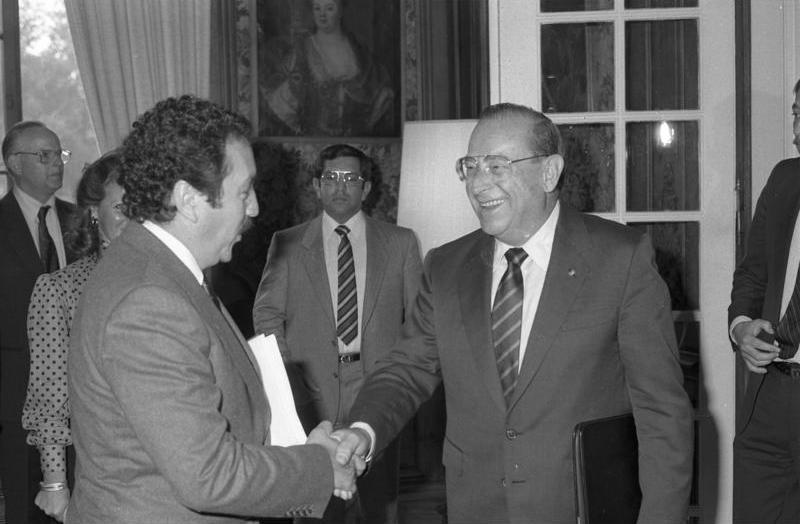
Zimmermann mit Marco Vinicio Cerezo Arévalo, dem Präsidenten Guatemalas, auf Schloss Gymnich (1986)

Am 4. Oktober 1982 wurde er als Bundesminister des Innern in die von Helmut Kohl geführte Bundesregierung (Kabinett Kohl I) berufen und gehörte danach auch dem Kabinett Kohl II (ab 30. März 1983) und dem Kabinett Kohl III (12. März 1987 bis 18. Januar 1991) an.
Im Zuge einer Kabinettsumbildung ging am 21. April 1989 sein Amt als Innenminister an Wolfgang Schäuble; Zimmermann übernahm die Leitung des Bundesministeriums für Verkehr (Nachfolger von Jürgen Warnke).
Nach der Bundestagswahl am 2. Dezember 1990 schied er im Januar 1991 aus der Bundesregierung aus. Sein Nachfolger als Verkehrsminister im Kabinett Kohl IV wurde Günther Krause.

### Privates
Friedrich Zimmermann war katholisch, in dritter Ehe verheiratet und hatte zwei Kinder.
Er starb am 16. September 2012 nach langer Krankheit in seinem Ferienhaus nahe Filzmoos in Österreich, in dem er zurückgezogen gelebt hatte.

## Positionen
Zimmermann galt als Law-and-Order-Mann.

### Ausländerpolitik
Zimmermann vertrat eine Linie, welche ihm von Verbänden und Kirchen den Vorwurf einbrachte, beabsichtigt sei die Verdrängung von Ausländern und nicht mehr ihre Integration. Dabei ging und geht es noch heute vor allem um die Begründung für eine geplante Novellierung des Ausländergesetzes, die 1988 aus dem zuständigen Bundesinnenministerium inoffiziell an die Öffentlichkeit gelangte. Darin heißt es:

„Die Entscheidung, ob und in welchem Umfang Ausländern der dauernde Aufenthalt im Bundesgebiet ermöglicht werden soll, hängt überdies nicht allein von den faktischen Möglichkeiten einer dauerhaften Integration von Ausländern ab. Es geht im Kern nicht um ein ökonomisches Problem, sondern um ein gesellschaftspolitisches Problem und die Frage des Selbstverständnisses der Bundesrepublik Deutschland als eines deutschen Staates. Eine fortlaufende, nur von der jeweiligen Wirtschafts-, Finanz- und Arbeitsmarktlage abhängige Zuwanderung von Ausländern würde die Bundesrepublik Deutschland tiefgreifend verändern. Sie bedeutete den Verzicht auf die Homogenität der Gesellschaft, die im wesentlichen durch die Zugehörigkeit zur deutschen Nation bestimmt wird. Die gemeinsame deutsche Geschichte, Tradition, Sprache und Kultur verlören ihre einigende und prägende Kraft. Die Bundesrepublik Deutschland würde sich nach und nach zu einem multinationalen und multikulturellen Gemeinwesen entwickeln, das auf Dauer mit den entsprechenden Minderheitenproblemen belastet wäre. Schon im Interesse der Bewahrung des inneren Friedens, vornehmlich aber im nationalen Interesse muß einer solchen Entwicklung bereits im Ansatz begegnet werden.“

### Kronzeugenregelung
Unter Zimmermann wurde 1989 die Kronzeugenregelung eingeführt, für die er sich besonders eingesetzt hatte.

### Demonstrationsstrafrecht
1983 sorgte Zimmermann mit seiner Formulierung „Gewaltloser Widerstand ist Gewalt“ für Aufsehen. Allerdings entsprach dies der Praxis des Bundesgerichtshofs, der schon 1969 in der Strafsache gegen Klaus Laepple entschieden hatte, das „gewaltlose“ Blockieren von Straßenbahnen durch Demonstranten, die sich auf die Schienen setzen, sei als Nötigung mit psychischer Gewalt nach § 240 StGB strafbar. Erst mit seinem Beschluss vom 10. Januar 1995 kam das Bundesverfassungsgericht zu einer anderen Beurteilung. 1985/86 trieb Zimmermann eine Verschärfung des Demonstrationsstrafrechts voran (Vermummungsverbot, Wiedereinführung des Tatbestands des Landfriedensbruchs).

### Wiederaufarbeitungsanlage Wackersdorf
Nach Meinung von Zimmermann war die atomare Wiederaufarbeitungsanlage Wackersdorf in Bayern „eine zivile technische Anlage, die unter den weltbesten Sicherheitsauflagen gebaut wird, die dem ganzen Volke nutzt und deren Errichtung auf demokratischer Grundlage erfolgt“. Demonstranten, die am Bauzaun demonstrieren, nähmen in Kauf, dass sich „aus dem Grundrecht der Demonstration das Unrecht der gewalttätigen Aktion entwickelt“.
Zimmermann sah eine „Gewaltspur“, die von den Demonstrationen gegen das Kernkraftwerk Brokdorf über die Startbahn West nach Wackersdorf führte. Die BayernSPD, die die Oster-Demonstrationen 1986 gegen die WAA Wackersdorf unterstützte, habe sich als „demokratische Alternative abgemeldet“ und die Beteiligung der Grünen sei ein „Beispiel für die enge Verflechtung mit Anti-Demokraten“. Er verteidigte das harte Vorgehen gegen die Demonstranten am Bauzaun der WAA (1987). Das „massive Auftreten gewalttätiger vermummter Chaoten“ sei verantwortlich für die Eskalation gewesen, argumentierte der Innenminister.

### Datenschutz
Im Jahr 1988 unternahm Zimmermann einen Vorstoß zur Einschränkung des Datenschutzes. Seine Initiative sah unter anderem vor, den Datenaustausch zwischen Polizei und Nachrichtendiensten auszuweiten und die Befugnisse des Bundesbeauftragten für den Datenschutz einzuschränken.

### Umweltpolitik
Zimmermann war bis zur Schaffung eines eigenständigen Umweltministeriums im Jahre 1986 auch für die Umweltpolitik zuständig. Er konnte auf europäischer Ebene etliche Verhandlungserfolge erzielen (u. a. Einführung von bleifreiem Benzin, Abgaskatalysator). Seine verkehrspolitischen Zukunftskonzepte fanden allgemeine Anerkennung; sein Krisenmanagement des Reaktorunfalls in Tschernobyl (1986) wurde hingegen scharf kritisiert. Er erklärte unter anderem, eine Gefährdung der deutschen Bevölkerung durch die Katastrophe sei „absolut auszuschließen“.
Am 7. November 1983 zapfte Zimmermann an einer Münchner Tankstelle das erste bleifreie Benzin in Deutschland.

### Filmförderung
Einen Wendepunkt für den deutschen Autorenfilm bewirkte Herbert Achternbuschs Werk Das Gespenst aus dem Jahr 1982. Dieser Film war aufgrund einer vom Bundesinnenministerium in Höhe von 300.000 DM zugesagten Prämie produziert worden. Nach Protesten strich Zimmermann im Mai 1983, damals der neue Bundesinnenminister, wegen des Vorwurfes der Blasphemie die noch ausstehende Rate in Höhe von 75.000 Mark. Das Gespenst entwickelte sich dadurch zu einem Skandalfilm.
Zimmermann setzte danach wesentliche Änderungen für die Vergabe der Bundesfilmpreise durch. Unter anderem sollte das Preisgeld für das nächste Projekt nur noch 30 Prozent der gesamten Produktionskosten ausmachen. In der Bundestagssitzung vom 24. Oktober 1983 erklärte Zimmermann, er werde keine Filme finanzieren, die außer dem Produzenten niemand sehen wolle. Für den deutschen Autorenfilm hatte diese Maßnahme schwerwiegende Folgen, da künftig kaum ein Filmemacher in der Lage war, die restlichen 70 Prozent einer Produktion vorzufinanzieren oder gar einzuspielen.

## Ehrungen
- Großes Bundesverdienstkreuz (1976) mit Stern (1980) und Schulterband (1985)
- Goldener Ehrenring der Stadt Landshut (1984)
- Bayerischer Bierorden (1984)
- Großes Goldenes Ehrenzeichen für Verdienste um die Republik Österreich (1984)
- Kriminologische Gesellschaft: Beccaria-Medaille in Gold (1985)
- Ehrenplakette des Bundes der Vertriebenen (1986)
- Preußenschild (1986)
- Europäischer Karlspreis der Sudetendeutschen Landsmannschaft (1988)

## Veröffentlichung
- Kabinettstücke. Politik mit Strauß und Kohl. Ullstein, Frankfurt a. M. und Berlin 1991, ISBN 3-548-33175-0.

## Film
Zimmermann wirkte als Zeitzeuge und Interviewpartner im Dokudrama Todesspiel von Heinrich Breloer (1997) sowie im Dokumentarfilm Starfighter – Mit Hightech in den Tod über die Starfighter-Affäre von Kai Christiansen (2010) mit.